# Fabien Locher
 (mai 2025).
 (mai 2025).
La mise en forme du texte ne suit pas les recommandations de Wikipédia : il faut le « wikifier ».
Les points d'amélioration suivants sont les cas les plus fréquents. Le détail des points à revoir est peut-être précisé sur la page de discussion.
- Les titres sont pré-formatés par le logiciel. Ils ne sont ni en capitales, ni en gras.
- Le texte ne doit pas être écrit en capitales (les noms de famille non plus), ni en gras, ni en italique, ni en « petit »…
- Le gras n'est utilisé que pour surligner le titre de l'article dans l'introduction, une seule fois.
- L'italique est rarement utilisé : mots en langue étrangère, titres d'œuvres, noms de bateaux, etc.
- Les citations ne sont pas en italique mais en corps de texte normal. Elles sont entourées par des guillemets français : « et ».
- Les listes à puces sont à éviter, des paragraphes rédigés étant largement préférés. Les tableaux sont à réserver à la présentation de données structurées (résultats, etc.).
- Les appels de note de bas de page (petits chiffres en exposant, introduits par l'outil «  Source ») sont à placer entre la fin de phrase et le point final[comme ça].
- Les liens internes (vers d'autres articles de Wikipédia) sont à choisir avec parcimonie. Créez des liens vers des articles approfondissant le sujet. Les termes génériques sans rapport avec le sujet sont à éviter, ainsi que les répétitions de liens vers un même terme.
- Les liens externes sont à placer uniquement dans une section « Liens externes », à la fin de l'article. Ces liens sont à choisir avec parcimonie suivant les règles définies. Si un lien sert de source à l'article, son insertion dans le texte est à faire par les notes de bas de page.
- La présentation des références doit suivre les conventions bibliographiques. Il est recommandé d'utiliser les modèles {{Ouvrage}}, {{Chapitre}}, {{Article}}, {{Lien web}} et/ou {{Bibliographie}}. Le mode d'édition visuel peut mettre en forme automatiquement les références.
- Insérer une infobox (cadre d'informations à droite) n'est pas obligatoire pour parachever la mise en page.

Pour une aide détaillée, merci de consulter Aide:Wikification.
Si vous pensez que ces points ont été résolus, vous pouvez retirer ce bandeau et améliorer la mise en forme d'un autre article.
 (mai 2025).
L'article doit être relu — et modifié si nécessaire — par des contributeurs indépendants pour apporter un regard critique aux contributions effectuées en violation des conditions d'utilisation de Wikipédia, tant sur la forme (notamment concernant le style encyclopédique, la proportionnalité) que sur le fond (la neutralité de point de vue, la qualité et l'indépendance des sources).
Pour les articles homonymes, voir Locher.
Fabien Locher est un historien des sciences, des techniques et de l'environnement français. Il a notamment étudié l’histoire du changement climatique, l’histoire des communs et l’histoire environnementale des mers et des océans.

## Biographie
Fabien Locher a été formé à la fois en sciences (normalien de l’École normale supérieure de Cachan (aujourd’hui ENS Paris-Saclay) en section de physique fondamentale, agrégation de physique) et en histoire (doctorat de l’EHESS en histoire sous la direction de Dominique Pestre.
Il est chargé de recherche au CNRS, membre du Centre de recherches historiques de l'EHESS.
Il a été un pionnier de l’histoire environnementale en France. Il a notamment co-fondé le Groupe de Recherche en Histoire Environnementale de l’EHESS (2007) et le réseau RUCHE des historiens de l’environnement français (2009).
Ses recherches portent sur l’histoire des pensées et savoirs du changement climatique (XVe-XXIe siècle), l’histoire des communs environnementaux et de la propriété, et plus récemment l’histoire des rapports entre guerre et environnement et l’histoire environnementale des mers et des océans au XXe siècle.

## Publications
- Avec Jean-Baptiste Fressoz, Les Révoltes du ciel : une histoire du changement climatique XVe-XXe siècles, Paris, Seuil, 2023 (poche) et 2020, (ISBN 9782021466911)[2]. Traductions anglaise et italienne.
- Avec Frédéric Graber, (dir.), Posséder la nature. Environnement et propriété dans l'histoire, Paris, Amsterdam éd., édition revue et augmentée, 2022 (1ère éd. 2018).
- (dir.) La nature en communs. Ressources, environnement et communautés (France et empire français, XVIIe-XXIe siècle), Ceyzérieu, Champ Vallon, 2020.
- Avec Frédéric Graber, Fabien Locher, Grégory Quenet, Introduction à l'histoire environnementale, Paris, La Découverte, coll. « Repères », n° 640, 2014. Traduction anglaise.
- Avec Grégory Quenet, numéro spécial « Histoire environnementale » de la Revue d’Histoire Moderne et Contemporaine, n°56/4, 2009.
- Le Savant et la Tempête. Étudier l’atmosphère et prévoir le temps au XIXe siècle, Rennes, Presses Universitaires de Rennes, 2008.

### Radio
- « Changement climatique. Au commencement était la déforestation », émission « Ils ont changé le monde », France culture, le 14 août 2024
- « Anita Conti, l’aventure en haute mer », émission « Le cours de l’histoire », France culture, le 16 juin 2022
- « Le réchauffement climatique doit-il être spectaculaire pour mobiliser ? », émission « Le temps du débat », France culture, le 9 août 2021
- « Posséder la terre : une histoire de clôtures », émission « Entendez-vous l’éco ? », France culture, le 23 février 2021
- « Une histoire du changement climatique »,  « La Terre au carré », France inter, le 5 novembre 2020

### Télévision et Web TV
- « L’impact des conflits et des guerres sur l’environnement », France info TV, le 12 octobre 2024
- « Le Climat dans l’Histoire », entretien (60 mn), chaine Youtube « Greenletter club », le 14 novembre 2023
- « Les communs contre la propriété privée », entretien (68 mn), chaine Youtube et Apple podcast « Metabolism of Cities », le 1er novembre 2023
- « Comment la guerre intoxique-t-elle le monde ? », entretien (30 minutes) sur la Web-TV d’ARTE, émission « Les idées larges », décembre 2022
- « Changement climatique : une catastrophe pour la montagne ? », émission « L’info du vrai », Canal+, le 8 février 2021